# Salix iliensis
Salix iliensis är en videväxtart som beskrevs av Eduard August von Regel. Salix iliensis ingår i släktet viden, och familjen videväxter. Inga underarter finns listade i Catalogue of Life.